# Paraclisul din Tîrnova
Paraclisul din Tîrnova este o clădire de cult amplasată în Tîrnova, raionul Dondușeni, Republica Moldova. 
Monument arhitectural de importanță națională ce datează din anii 1930, acesta este înscris la nr. 513 în Registrul monumentelor Republicii Moldova ocrotite de stat din raionul Dondușeni.